# Вестерхольм, Виктор
Виктор Аксель Вестерхольм (фин. Victor Axel Westerholm; 4 января 1860, Або, Великое княжество Финляндское — 19 ноября 1919, Турку, Финляндия) — финский художник-пейзажист, профессор, с 1891 по 1919 годы — главный хранитель Художественного музея Турку, создал колонию художников Эннингебю (Önningeby).

## Биография
Родился 4 января 1860 года в Або, в Великом княжестве Финляндском.
С 1869 по 1879 годы обучался в художественной школе в Або, а позднее в качестве творческой практики с 1878 по 1880 и с 1881 по 1886 годы - в Дюссельдорфе в Дюссельдорфской академии художеств. Он являлся последним из плеяды финских художников дюссельдорфской школы. Его учителями были Андреас Мюллер, Уго Крола (Hugo Crola) и Ойген Дюкер.
С 1888 по 1890 годы обучался в Париже у Жюля Жозефа Лефевра и Гюстава Буланже.
В качестве живописца дебютировал в 1876 году. Принимал участие во многих выставках в Финляндии (в 1893, 1894, 1896, 1897, 1899, 1900, 1901, 1902, 1904, 1905, 1909 годах). После смерти художника его большие ретроспективы прошли в Финляндии в 1924 и 1954 годах.
Экспонировался на выставках в Венеции (1897), Париже (1900 и 1908), Москве (1917) и в Копенгагене (1919). После смерти картины художника были представлены на выставках в Киле, Германия в 1929, Милане и Риме, Италия в 1937, Москве и Ленинграде, СССР в 1953 и 1954 и в Китае в 1958 годах.
Являлся преподавателем художественной школы в Або и возглавлял её в качестве директора. С 1891 по 1919 годы был первым хранителем художественного собрания Художественного музея в Або.
В своём творчестве испытал влияние импрессионизма. Воспевал красоту и суровое величие родной природы («Аландские острова», 1909, Художественный музей, Турку; «Церковь Кёкер на Аландах», 1908, Атенеум, Хельсинки).

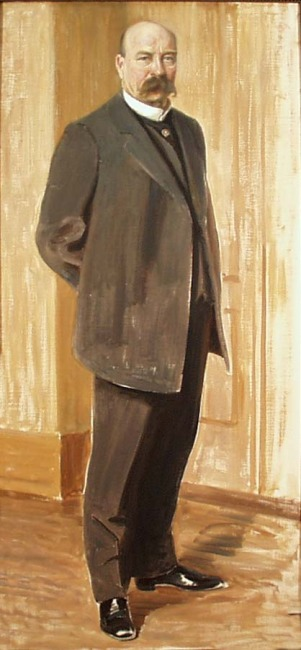
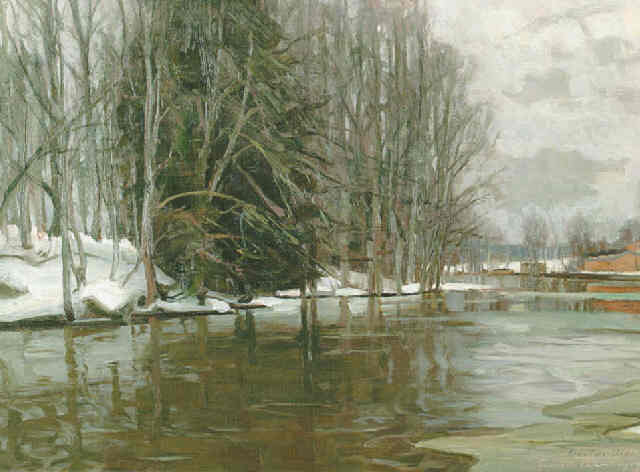
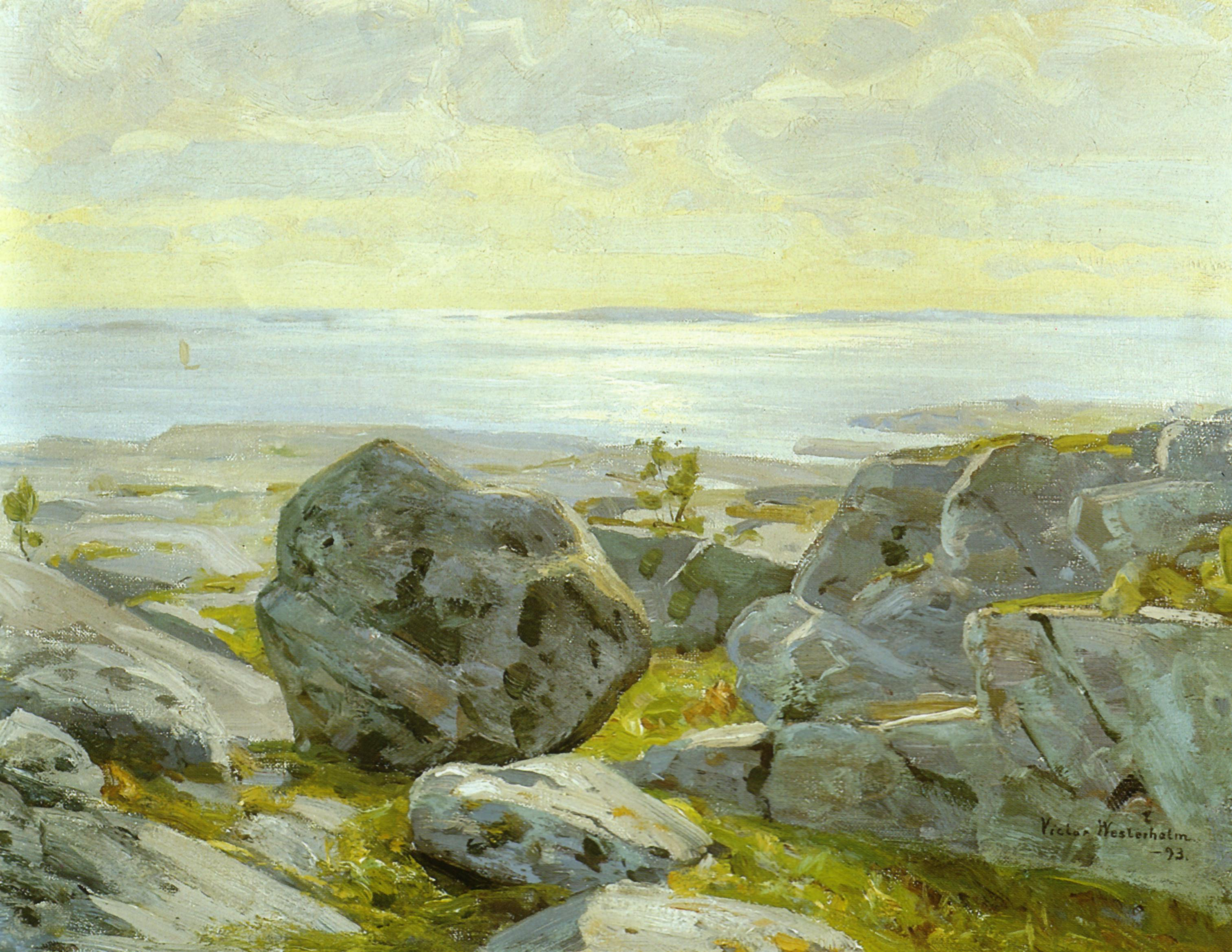
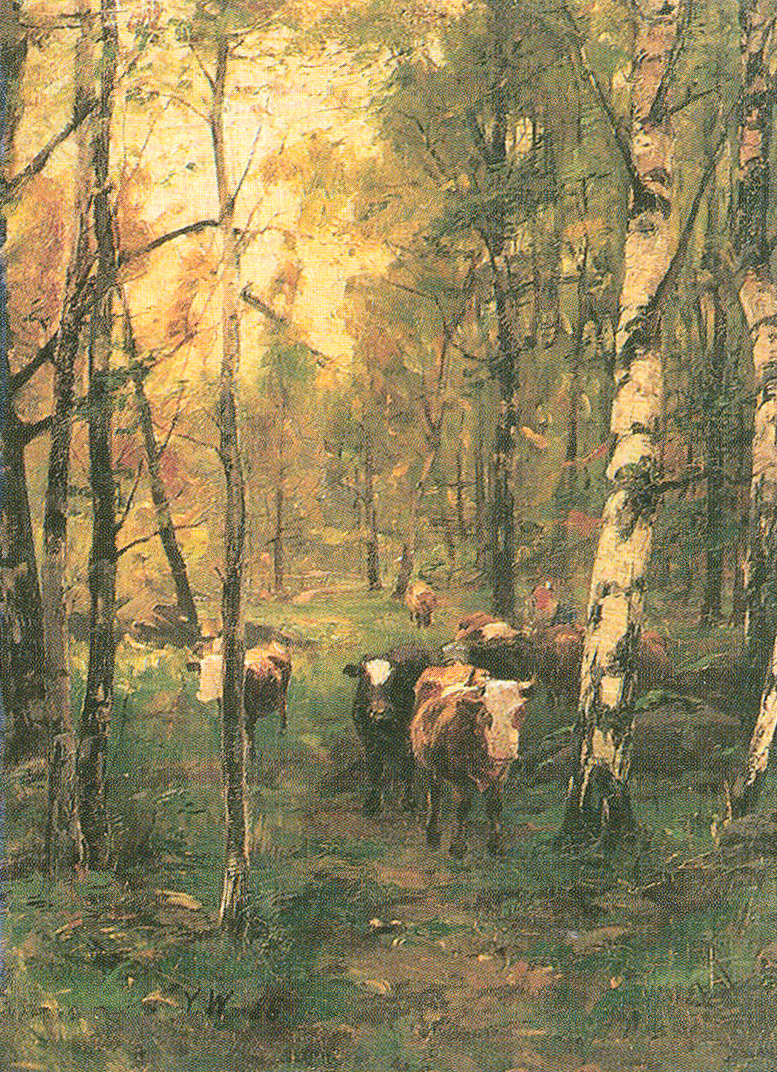

Скончался 19 ноября 1919 года в Турку.

## Семья
- Отец — Виктор Вестерхолм, шкипер.
- Мать — Мария Фредрика Андерссон.
- Жена — Хилма Вестерхольм (родилась на Аландских островах).